# Bittertown
Bittertown is een Nederlandse band die progressieve rock maakt.

## Project
De band is een kunstproject van de musicus Tom Janssen. Janssen maakt als basgitarist enige jaren deel uit van de Nederlandse muziekwereld. Hij speelde in de band Ellis Springs en is tevens werkzaam als docent basgitaar aan muziekscholen. Op het eerste album Scenes from the box, die uitkwam in 2008, bespeelt hij bijna alle muziekinstrumenten, ondersteund door collega-muzikanten. Door de lange samensteltijd duurde het twee jaar voor het album uitgebracht kon worden. De demo werd beluisterd door een vertegenwoordiging van het platenlabel Festival Music, een onderdeel van F2Music. In 2004 had Janssen al onder eigen naam een cd uitgebracht.

## Discografie
- The element of surprise (2004), onder de naam Janssen
- Scenes from the box (2008), platenmaatschappij Festival Music, nummer 200808